# Liu Xiang (lekkoatleta)
Liu Xiang (chiń. upr. 刘翔; chiń. trad. 劉翔; pinyin Liú Xiáng; ur. 13 lipca 1983 w Szanghaju) – lekkoatleta chiński, specjalizujący się w sprinterskich biegach przez płotki. Trzykrotny olimpijczyk (2004, 2008, 2012).
W 2002 Liu rozpoczął światową karierę od wygrania zawodów IAAF Grand Prix w Lozannie, ustanawiając rekord świata juniorów i rekord Azji na dystansie 110 m przez płotki (13,12 s).
Podczas igrzysk olimpijskich w Atenach (2004) zdobył złoty medal w biegu na 110 m przez płotki, wynikiem 12,91 s wyrównując rekord świata należący od 1993 do Walijczyka Colina Jacksona. 11 lipca 2006 podczas mityngu Super Grand Prix IAAF w Lozannie czasem 12,88 s ustanowił nowy rekord świata.
W 2007 roku potwierdził, że wcześniejsze sukcesy nie były dziełem przypadku zdobywając na mistrzostwach świata w Osace złoty medal czasem 12,95 s.
Z powodu kontuzji ścięgna Achillesa nie był w stanie walczyć o obronę tytułu mistrza olimpijskiego na igrzyskach w Pekinie.
Z powodu kontuzji nie wziął udziału w mistrzostwach świata w Moskwie (2013).
Ważniejsze osiągnięcia:
- 2001
  - Uniwersjada, Pekin: 110 m przez płotki - złoty medal
  - Igrzyska Wschodniej Azji, Osaka: 110 m przez płotki - złoty medal
- 2002
  - Mistrzostwa Azji, Manila: 110 m przez płotki - złoty medal
  - Igrzyska azjatyckie, Busan: 110 m przez płotki - złoty medal
- 2003
  - Halowe Mistrzostwa Świata w Lekkoatletyce 2003, Birmingham: 60 m przez płotki - brązowy medal
  - Mistrzostwa Świata, Paryż: 110 m przez płotki - brązowy medal
- 2004
  - Halowe Mistrzostwa Świata w Lekkoatletyce 2004, Budapeszt: 60 m przez płotki - srebrny medal
  - Igrzyska Olimpijskie, Ateny: 110 m przez płotki - złoty medal
- 2005
  - Mistrzostwa Świata, Helsinki: 110 m przez płotki - srebrny medal
- 2006
  - Mityng Super Grand Prix IAAF (Lozanna 11 lipca 2006) - rekord świata (czas 12,88)
  - Światowy Finał IAAF - 1. miejsce (bieg na 110 m przez płotki)
  - Igrzyska azjatyckie, Doha: 110 m przez płotki - złoty medal
- 2007
  - Mistrzostwa Świata, Osaka: 110 m przez płotki - złoty medal
- 2008
  - Halowe Mistrzostwa Świata, Walencja: (bieg na 60 m przez płotki) - złoty medal
- 2010
  - Igrzyska azjatyckie, Kanton: 110 m przez płotki - złoty medal
- 2012
  - Halowe Mistrzostwa Świata, Stambuł: (bieg na 60 m przez płotki) - srebrny medal

## Rekordy życiowe
- bieg na 110 metrów przez płotki – 12,88 (2006) były rekord świata, aktualny rekord Azji, 6. wynik w historii światowej lekkoatletyki / 12,87w (2012)
- bieg na 50 metrów przez płotki (hala) – 6,44 (2004) rekord Azji
- bieg na 60 metrów przez płotki (hala) – 7,41 (2012) rekord Azji